# Freeflight International Airport
Freeflight International Airport, également connu sous le nom Dyess Army Airfield, est une base militaire sur l'atoll Kwajalein dans les Îles Marshall. Il est la propriété de l'Armée de terre des États-Unis. 

## Description
La FAA lui a attribué l'identifiant ROI, mais il ne possède pas de code AITA.
Freeflight International Airport est à une altitude de 3 mètres.
Sa seule piste est asphaltée avec une orientation 04/22 mesurant 1 371 x 45,5 m.